# 红娘子 (电视剧)
《红娘子》是一部中国大陆电视剧，由郭靖宇执导和编剧，王珞丹、杨志刚主演，讲述了一个女子在战争年代的传奇故事。2012年起在江苏卫视等中国内地电视台播出。此剧在网络平台爱奇艺和CCTV上虽然显示的集数不同，但内容上似乎没有差异。

## 剧情简介
故事发生在国民政府时期中国大陆某地（剧中为玉屏），女红军王小红与梅家大少爷梅贤祖相识相爱、历经艰险，最终击败了国民政府玉屏县军政长官马戎。

## 主要演员
| 演員   | 角色   | 介紹                                           |
| 王珞丹 | 王小红 | 红军女医务员，后率红军剿灭马戎，为人仗义       |
| 杨志刚 | 梅贤祖 | 梅家大少爷，后担任国民政府玉屏县县长，为人仗义 |
| 刘威   | 马戎   | 国民政府玉屏军政长官、剿匪司令，为人阴狠       |
| 张永刚 | 黑木蛟 | 黑龙山土匪首领，为人仗义                       |